# Diocese de Sumbe
A Diocese de Sumbe (Diœcesis Sumbensis) é uma circunscrição eclesiástica da Igreja Católica em Angola, pertencente à Província Eclesiástica de Luanda, sendo sufragânea da arquidiocese de Luanda. A sé episcopal está na Catedral de Nossa Senhora da Conceição, na cidade de Sumbe, na província do Cuanza Sul.
Foi criada no dia 10 de agosto de 1975 pela bula Qui provido Dei, pelo Papa Paulo VI, quando foi desmembrada da arquidiocese de Luanda. Recebeu inicialmente o nome de diocese de Negunza (diœcesis Negunzensis). Foi primeiro bispo o senhor dom Zacarias Kamwenho.
Entre sua criação e 3 de fevereiro de 1977 conservou o nome de diocese de Negunza (diœcesis Negunzensis), quando passou a denominar-se diocese de Novo Redondo (diœcesis Neo-Redondensis). Em 22 de outubro de 2006 passou a ter o nome atual.
Tem uma superfície de 60 000 km². Está localizada no oeste de Angola, abarcando a totalidade da província do Cuanza Sul. A população do território diocesano é composta por inúmeras origens étnicas, mas com uma maioria de ovimbundos.

## Lista de bispos de Sumbe
|        | Nome                      | Período   | Notas                                  |
| Bispos | Bispos                    | Bispos    | Bispos                                 |
| ------ | ------------------------- | --------- | -------------------------------------- |
| 4º     | Firmino David             | 2023-     | Atual                                  |
| 3º     | Luzizila Kiala            | 2013-2021 | Nomeado arcebispo de Malanje           |
| 2º     | Benedito Roberto, C.S.Sp. | 1995-2012 | Nomeado arcebispo de Malanje           |
| 1º     | Zacarias Kamwenho         | 1975-1995 | Nomeado arcebispo-coadjutor de Lubango |